# Jacir Palace

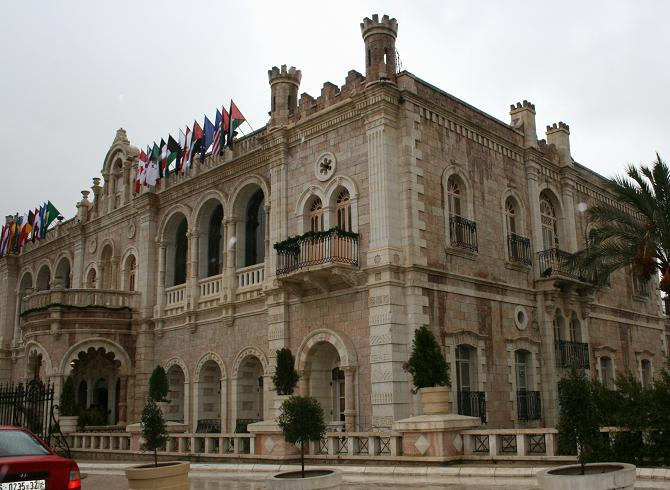
El Palacio Jacir en 2008.

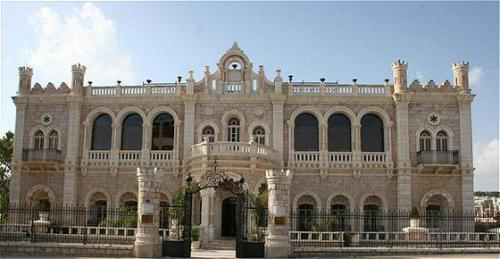
El Palacio Jacir en 2011.

El Palacio Jacir (en inglés: Jacir Palace; en árabe: قصر جاسر‎ transcrito como Qasr Jacir) es el hotel más grande de Belén, en el centro de Cisjordania. El diseño original del edificio se basa en la típica arquitectura palestina y en las características de un hogar árabe. El Palacio Jacir cuenta con tres plantas, cada una abarca 800 metros cuadrados. En la última reforma del hotel se añadió una piscina exterior, un spa, dos salas de reuniones, 250 habitaciones y once puntos de venta de alimentos y bebidas, incluyendo restaurantes y bares. 
El Palacio Jacir fue construido en 1910 por artesanos locales comisionados por el exalcalde de Belén y comerciante, Suleiman Jacir (bisabuelo de Emily y Annemarie Jacir), quien tenía la intención de que él y las familias de sus cinco hermanos vivieran juntos en la casa. Así lo hicieron durante un tiempo, hasta que la familia se declaró en quiebra en 1930 y se vieron forzados a abandonar el palacio y a vender el rico mobiliario del interior.
Los británicos ocuparon el edificio y lo utilizaron como prisión en la década de 1940. En los años 1950 fue una escuela privada llamada al-Ummah, luego fue una escuela pública para varones y más tarde una escuela pública para niñas. En virtud de su ubicación estratégica, la casa también fue ocupada por las Fuerzas de Defensa de Israel, en particular durante la primera Intifada.
En 2000, un grupo de inversores palestinos pertenecientes a PEDCAR — vinculada a la Autoridad Nacional Palestina — adquirieron el edificio, lo reacondicionaron y abrieron un hotel. 